# Bluntman och Chronic
Bluntman och Chronic är två metafiktiva superhjältar i Kevin Smiths filmer.
Bluntman och Chronic dyker upp första gången i filmen Chasing Amy från 1997. I filmen bestämmer sig Holden McNeil (spelad av Ben Affleck och Banky Edwards (Jason Lee) för att göra en serietidning baserad på deras vänner Jay och Silent Bob (spelade av Kevin Smith och Jason Mewes). Seriefigurerna får namnen Bluntman och Chronic.
I uppföljaren till Chasing Amy, Stjärnor utan hjärnor från 2001, ska seriefigurerna bli storfilm och de spelas av Jason Biggs och James Van Der Beek. 